# جورج كريل
كان جورج إدوارد كريل (1 ديسمبر 1876 – 2 أكتوبر 1953) صحفيًا وكاتبًا استقصائيًا أمريكيًا وسياسيًا ومسؤولًا حكوميًا. شغل كريل منصب رئيس لجنة الولايات المتحدة الأمريكية للمعلومات العامة (منظمة دعائية أنشأها الرئيس وودرو ويلسون خلال الحرب العالمية الأولى).

## أولى سنوات حياته والتعليم
ولد جورج إدوارد كريل في 1 ديسمبر 187 في مقاطعة لافييت بولاية ميزوري الأمريكية لهنري كلاي كريل وفيرجينيا فاكلر كريل، وكان له شقيقين اثنين، ويلي وريتشارد هنري (هال). انتقل والد جورج، هنري، من مدينة باركرسبورغ بولاية فيرجينيا الأمريكية إلى مقاطعة أوسيدج بولاية ميزوري واشترى فيها قطعة أرض، وتلقى تعليمه الجامعي في نفس المقاطعة وعمل في الهيئة التشريعية في ولاية فرجينيا. لم يتمكن هنري، الذي خدم نقيبًا في جيش الولايات الكونفيدرالية خلال الحرب الأهلية الأمريكية، من العمل كمزارع أو مربي أبقار في ظل الظروف الاقتصادية التي سيطرت على البلاد بعد الحرب. لم تتخل زوجة هنري، فيرجينيا، عنه خلال أزمة معاناته مع الإدمان على الكحول، وبقيت إلى جانبه حتى وفاته في عام 1906. كانت فيرجينيا تعول أسرتها من خلال عملها في نزل في مدينة كانساس سيتي بولاية ميزوري، إضافة لعملها في مجال الخياطة ورعاية إحدى الحدائق في مدينة أوديسا. كبر جميع أبناء فيرجينيا ليصبحوا شخصيات فاعلة في المجتمع؛ إذ أصبح ويلي كريل رجل أعمال شهير، فيما أصبح جورج صحفيًا وكاتبًا، أما ريتشارد فقد أصبح طبيبًا وعمل مساعدًا لكبير جراحي قسم خدمة الصحة العامة بالولايات المتحدة الأمريكية.
لم يساهم الأب هنري، المدمن على الكحول، ببناء شخصية ابنه، جورج، بنفس القدر التي ساهمت به والدته فيرجينيا. تنقلت العائلة من مسكن لآخر في وسط وغربي ميزوري خلال السنوات الأولى من عمر كريل، إذا عاشت لفترة من الزمن في مدينة ويتلاند بمقاطعة هيكوري، ثم انتقلت إلى مدينة كانساس سيتي، قبل أن تستقر، بحلول عام 1888، في مدينة أوديسا. قال كريل في عدة مناسبات: «كنت متيقنًا بأن والدتي تتمتع بشخصية وعقل وكفاءة لا يمتلكها أي رجل على الإطلاق»، كانت والدته أيضًا سببًا بزرع حب الأدب في قلبه. لم يتلق كريل تعليمًا مدرسيًا بالمستوى المطلوب، إذ أخرجته والدته من المدرسة، وعلمته أساسيات العلوم في المنزل، الأمر الذي جعله ينسب الفضل بمعرفته الجيدة بالتاريخ والأدب، بما في ذلك الكلاسيكيات، كملحمة الإلياذة الشعرية، إلى والدته. في عام 1891، فر كريل، البالغ من العمر حينها 15 عامًا، من المنزل لمدة عام واحد، واعتمد على نفسه في تحصيل مصروفه من خلال العمل لصالح عدد من المهرجانات عبر ولاية ميزوري، وفي عدة وظائف مؤقتة أخرى. مع أنه كان يعارض الفكرة ويقاومها، تلقى كريل تعليمًا رسميًا لبضع سنوات في مدرسة كانساس سيتي الثانوية المركزية، ومدرسة أوديسا الثانوية، وكلية أوديسا. قال كريل عن نفسه: «لم يكن العقل المنفتح جزءًا من ميراثي، رضعت التحيز مع حليب الأم، وفُطمت على التحزب». 

## حياته المهنية

### بداية مسيرته المهنية
في عام 1896، بدأ كريل أول عمل رسمي له في مجلة كانساس سيتي وورلد، براتب 4 دولارات أسبوعيًا. عمل في بادئ الأمر مراسلًا، ثم ترفع في عمله وانتقل إلى قسم التحرير، وتمكن من نشر مقالاته الخاصة. كتب كريل أيضًا عمودًا أسبوعيًا لمراجعة الكتب في إحدى الصحف، وقام بتغطية المناسبات الاجتماعية. فصل كريل من عمله في نهاية المطاف بعد خلاف من أرباب عمله، لأنه رأى أنه من الخطأ مناقشة مسألة هروب ابنة رجل ثري مع سائق عربتها، الأمر الذي لم يوافقه عليه رؤساء تحريره.
بعد إيقافه عن العمل، حصل كريل على تذكرة قطار مجانية إلى شيكاغو من قبل فاعل خير، استقل بعدها قطارًا خاصًا بالماشية متجهًا نحو نيويورك حيث وجد فرصة للعمل في مجال كتابة النكات لصالح الناشر ويليام راندولف هارست، وجوزيف بوليتزر. كان كريل، حسب وصف كولير، «يغلق على نفسه باب غرفته البسيطة الواقعة في أحد الفنادق الرخيصة، ويؤلف عشرات النكات، لا بل المئات منها». باع كريل بعدها أربع نكات لمجلة المساء التابعة لهارست، والتزم بعدها بالكتابة للعديد من المجلات والصحف الدورية.
في 11 مارس من عام 1899، عاد كريل إلى مدينة كانساس مع صديقه، الشاعر أرثر جريسوم، الذي تزوج من عائلة ثرية من كانساس، ليؤسسا معًا صحيفة ذي إندبندنت. بعد عشرة أشهر فقط، انسحب جريسوم من عقد الشراكة الذي جمعه بكريل. في سن الثالثة والعشرين، أصبح كريل المالك الوحيد لصحيفة ذي إندبندنت ورئيس تحريرها وناشرها. تناول كريل في كتاباته العديد من القضايا الاجتماعية، بما في ذلك حق المرأة في الاقتراع، ونظام الضريبة المفردة، والملكية العامة للمرافق. كان كريل أيضًا مؤيدًا قويًا للحزب الديموقراطي، وحارب سياسات وممارسات توماس بندرجاست. لم يكن عند كريل أي مشكلة في وضع انتماءاته الحزبية والسياسية جانبًا في حال تطلبت المصلحة العامة ذلك. دعم كريل المرشح الديموقراطي، جوزيف دبليو. فولك، في انتخابات حاكم ولاية ميزوري الأمريكية في عام 1904. في عام 1908، دعم كريل المرشح الجمهوري، هربرت سبنسر هادلي، في انتخابات حاكم الولاية. كان هادلي، الذي يشبه فولك بحماسه للإصلاح، أول حاكم جمهوري منتخب لولاية ميزوري الأمريكية منذ قرابة 40 عامًا. قال كريل في أحد افتتاحيات صحيفته حول الانتماءات الحزبية: «يتوقف الرجل، عندما يحاط بالتحيزات الحزبية من كل جانب، وعندما تعلو مصلحة حزبه فوق مصلحة المجتمع أو الولاية أو المقاطعة، عن كونه مواطن صالح». 
في أواخر عام 1909، غادر كريل مدينة كانساس سيتي، تاركًا عمله في صحيفة ذي إندبندنت، وتوجه إلى ساحة معركة سياسية جديدة في ولاية كولورادو. في عام 1908، انتخب جون إف. شافروث، من مواليد مدينة فايت بولاية ميزوري، وأحد معارف كريل، حاكمًا لولاية كولورادو. كانت صحيفة ذي إندبندنت مشروعًا تجاريًا رابحًا، مع ذلك، اختار كريل أن يقدم الصحيفة لشابتين تطمحان لأن تصبحا ناشرتا صحف. لم يكن بحوزة كريل، عندما غادر مدينة كانساس بولاية ميزوري، سوى 50 دولارًا، إلا أنه سرعان ما وجد عملًا جديدًا بصفته كاتب محتوى في صحيفة دنفر بوست. اكتسب كريل شهرة وطنية واسعة بعد أن طالب بإعدام 11 عضوًا في مجلس الشيوخ دون محاكمة بعد معارضتهم لتحويل ملكية شركة مياه دنفر إلى الملكية العامة. استقال كريل من عمله بعد ذلك مباشرة، وعمل لفترة وجيزة في مجلة كوزموبوليتان التي تعود ملكيتها لويليام راندولف هارست. في عام 1911 انتقل جورج كريل لكتابة المقالات الافتتاحية في صحيفة روكي ماونتين نيوز، وأظهر في كتاباته تأييدًا كبيرًا لوودرو ويلسون، وبقي في عمله هذا حتى عام 1912. 